# دهه ۵۴۰ (پیش از میلاد)
دهه ۵۴۰ (پیش از میلاد) ۵۴مین دهه قبل از مبدا شروع تقویم میلادی است.